# Abaucin
Abaucin (RS-102895，MLJS-21001) 是一种有窄谱抗生素活性的化合物。  有证据表明它可以有效杀灭鲍曼不动杆菌。鲍曼不动杆菌是由世界卫生组织确认的三种超级细菌之一，对人类可构成“严重威胁”。 非同寻常的是，Abaucin 的研发工作由人工智能辅助完成。 Abaucin 之所以能够杀灭鲍曼不动杆菌，是因为其抑制了细菌脂蛋白的转运过程。 此前有报道认为，Abaucin 是趋化因子受体 CCR2 的拮抗剂，但是，它的抗生素活性在早期的相关研究中并没有被发现。